# Танекеев, Сайдалим Нысанбаевич
Сайдалим Нысанбаевич Танекеев (каз. Сәйдәлім Нысанбай-ұлы Тәнекеев); 5 августа 1925, с. Чунджа, Джаркентский уезд, Джетысуйская губерния, Киргизская АССР, РСФСР, СССР — 19 апреля 2017, Алматы, Республика Казахстан) — советский государственный и партийный деятель Казахской ССР, участник и инвалид Великой Отечественной войны, писатель.

## Биография
Родился 5 августа 1925 г. в с. Чунджа Семиреченской области РСФСР, СССР, в семье сельского учителя Нысанбая Танеке-улы и его жены от второго брака Жанлис Жакыпкызы. Происходит из рода албан Старшего жуза.
В апреле 1942 года в возрасте неполных семнадцати лет с отличием окончил среднюю школу в селе Аксу Уйгурского района Алматинской области и тогда же прибавил к своему возрасту один год. 1 мая 1942 года добровольцем записался в ряды Красной Армии.
В июне-июле 1942 обучался и окончил полковую школу младших командиров с присвоением воинского звания старший сержант и был направлен на фронт в действующую армию в районе Сталинграда.
Однако в середине августа 1942, как воин, имеющий среднее образование, был отозван из части и направлен на учёбу в Ташкентское военное стрелково-минометное училище, дислоцированное в г. Термез Узбекской ССР. В июне 1943 года окончил данное училище с присвоением воинского звания младший лейтенант.
С июня 1943 года по 9 мая 1945 года участвовал в боях на фронтах Великой Отечественной войны с перерывами на излечение по ранению:
— В июле-сентябре 1943 в составе 61 армии 77 гвардейской стрелковой дивизии в должности командира стрелкового взвода 212 СП участвовал в боях на северном фасе Курской дуги, затем в наступательных операциях на Смоленском направлении.
— С июля 1944 в составе этой же части в должности командира отдельного взвода истребителей танков принимал участие в боях за освобождение Белоруссии и Восточной Польши (1 Белорусский фронт, операция «Багратион»), а в феврале 1945 — в боях за освобождение Варшавы и других территорий Польши.
— В мае 1945 года уже в должности командира роты принимал участие в боях за взятие Берлина. Дошёл до Рейхстага и расписался на его стене.
После победы с мая 1945 по март 1946 служил в составе советских оккупационных войск в Германии на комендантской службе (был комендантом г. Штольберг), затем вернулся в СССР. В марте 1947 года уволился из рядов Советской Армии как инвалид Великой Отечественной войны.
В сентябре 1947 поступил на дневное отделение исторического факультета Казахского государственного университета (КазГУ). В феврале 1949 года перешёл на экстернат для участия в восстановлении народного хозяйства.
С марта 1949 по февраль 1950 работал инструктором, затем (по ноябрь 1951) — заведующим отделом Уйгурского районного комитета КП Казахстана. В июне 1952 с отличием окончил КазГУ.
В августе 1952 избран вторым секретарем Джамбулского районного комитета партии Алма-Атинской области Казахской ССР.
В декабре 1954 избран председателем Исполнительного комитета Илийского районного совета народных депутатов (г. Талгар). В октябре 1956 избран первым секретарем Уйгурского районного комитета КП Казахстана.
В июне 1959 в момент слияния Талды-Курганской области с Алма-Атинской назначен начальником Алма-Атинского областного управления культуры — время взлета казахской национальной культуры, со многими её деятелями он на долгие годы сохранил дружеские отношения.
В июне 1960 избран первым секретарем Панфиловского районного комитета Компартии Казахстана.
В январе 1963 был избран секретарем Кзыл-Ординского областного комитета партии, а в июле того же года — вторым секретарем Кзыл-Ординского Областного комитета КП Казахстана. Тогда же поступил на заочное отделение агроэкономического факультета Казахского сельскохозяйственного института в Алма-Ате (окончил 4 курса).
В феврале 1974 переводом утвержден первым заместителем председателя Комитета народного контроля Казахской ССР.
В июле 1978 избран Председателем Правления Потребительского союза Казахстана (Казпотребсоюз). В декабре 1985 года вышел на заслуженный отдых по достижении пенсионного возраста.
С 1963 по 1986 годы беспрерывно являлся депутатом Верховного Совета Казахской ССР и избирался в Центральный Комитет Коммунистической Партии Казахстана.
С 1980 по 1986 годы являлся членом ЦК Всемирного Кооперативного Альянса (ВКА).
Организатор и с декабря 1988 по июль 2009 на общественных началах Председатель негосударственного Союза «Добровольное общество инвалидов Казахстана» (ДОИК).
С выходом на пенсию начинает активно заниматься писательской деятельностью, хотя до этого являлся редактором книг «Рис Казахстана» (вступительная статья, 1968) и «Размышления о кооперативах» (1979), а также выпустил первую книгу «Қиян асу» (1979). Член Союза писателей Казахстана, Член правления Литературного фонда.

## Литературные произведения
- Қиян асу (Крутые тропы). Повесть. Жазушы, Алматы, 1979.
- Серпін (Порыв). Роман. Жалын, Алматы, 1991.
- 1916. Ереуілтөбе[3] әсерлері (1916. Ереуил тобе. Как это было). Атамұра-Қазақстан, Алматы, 1994.
- Бел-белес (Перевалы). Повести и рассказы. В 2 томах. Шартарап, Алматы, 1997.
- Иір-қиыр, бұраң жол (Извилистый путь). Роман-эссе. Алматы, 1999.
- Жүрекке түскен жара. Ұлы Отан соғысы Жеңтсіне 60 жыл. (Сердечная рана. В честь 60-летия Победы в Великой Отечественной войне). Повесть. Санат, Алматы, 2001.
- Жүрегім, менің жүрегім. (О, сердце, мое сердце). Сборник стихов. Қазақ университеті, Алматы, 2001.
- 1916. Қарқара — албан көтерілісі (1916. Восстание албанов в Каркаре). Экономика, Алматы, 2002.
- Сказание о «винтике». Мұрагер, Алматы, 2006.
- Иір-иір, қиыр жол (немеремен сырласу) (Извилистый путь (разговор с внуком)). Нұрлы әлем, Алматы, 2006.
- Взгляд. Санат, Алматы, 2007.
- Шежірелер не сыр шертеді (О чём повествуют летописи). Арыс, Алматы, 2008.

Является автором около 150 статей и очерков; в 80-х годах прошлого столетия написал брошюрку для внуков о родословной своей семьи «Наше родословие» на русском языке; принимал активное участие в сборе материалов для фундаментального труда — энциклопедии по родословной рода албан «Бәйдібек Баба Алып Бәйтерек. Албан ата ұрпақтары шежіресі» (Родословное древо предка Байдибека. Генеалогическое наследие албанов). Полиграфкомбинат, Алматы, 2011.

## Награды

### Ордена

#### Военные:
- Орден Отечественной Войны 1-й степени.
- Орден Отечественной Войны 1-й степени.
- Орден Отечественной Войны 2-й степени.
- Орден Красной Звезды.
- Медаль «За взятие Берлина».
- Медаль «За освобождение Варшавы».
- Медаль «За участие в боях Великой Отечественной войны 1941—1945».

#### Полученные в мирное время:
- Орден Трудового Красного Знамени.
- Орден Трудового Красного Знамени.
- Орден Трудового Красного Знамени.
- Орден Трудового Красного Знамени.
- Орден Знак Почёта.
- Орден Знак Почёта.
- Орден Парасат.
- Орден Почета Монгольской Народной Республики.

### Медали
- Медаль за освоение Целинных земель.
- Медаль 50 лет Кызыл-Ординской области.
- Медаль 50 лет ВЛКСМ.
- Медаль 50 лет СССР.
- Медаль Абай Кунанбаев.
- Медаль 50 лет Восточному пограничному округу.
- Почётный Знак НОК.
- Медаль 20 лет Независимости Республики Казахстан.
- Медаль 10 лет Конституции Казахстана.
- Медаль 25 лет Победы.
- Медаль 60 лет Вооруженных сил СССР.
- Медаль 50 лет Победы.
- Медаль 60 лет Победы.
- Медаль 65 лет Победы.
- Медаль 10 лет Независимости Республики Казахстан.
- Медаль 10 лет Астане.
- Медаль ВДНХ СССР.
- Медаль ВДНХ СССР.
- Медаль ВДНХ СССР.
- Медаль за успехи в народном хозяйстве СССР.
- Юбилейная медаль Георгий Жуков.
- Серебряная медаль имени С. П. Королева АН СССР (за участие в работе космодрома «Байконур»)
- Медаль за доблестный труд в ознаменование 100-летия со дня рождения В. И. Ленина.
- Медаль Сауап.
- Медаль Советский Комитет Ветеранов Войны.
- Медаль «За освобождение Белоруссии». Республика Беларусь. 2017.
- Медаль «За победу над Германией в Великой Отечественной войне 1941-1945 гг.»
- Медаль «50 лет Целине».
- Нагрудный знак Ветеран Войны.
- Медаль за 10 лет безупречной службы.
- Медаль за 15 лет безупречной службы.
- Медаль Ветеран труда.

Почетные грамоты (четыре) и Грамота Верховного Совета Казахской ССР
Почетный знак Международного кооперативного Альянса (МКА)
Благодарность Президента РК за работу в общественном штабе избирательной кампании
Памятный знак Героя Советского Союза Халық қаһарманы, генерала армии Сагадата Кожахметовича Нурмагамбетова

## Почетные звания
- Заслуженный деятель Республики Казахстан (1996 года)[5]
- Почетный гражданин Алматинской области
- Почетный гражданин Панфиловского района Алматинской области
- Почетный гражданин Талгарского района Алматинской области

## Память
- В 17-й тетради своих воспоминаний «Плетенье чепухи» Герольд Бельгер пишет о нём:

Он участник Великой Отечественной войны. Был крупным партийным и советским работником, по базовому образованию историк. Возраст ныне — без малого 90. Бодр, энергичен, хотя видит и слышит плохо. Ежедневно ходит пешком по 4-5 часов. Знакомых — тьма. Память лошадиная: все помнит. Говорит, как златоуст — заслушаешься. Написал несколько книг.
Так вот, к нему во время пеших прогулок по парку панфиловцев и по аллее Чокана то и дело подходят отовсюду, учтиво здороваются, расспрашивают амандық-саулық желают долгих лет жизни. …
… Мощный старец! Здраво рассуждает.
- Из статьи директора Департамента внутренней администрации Министерства труда и социальной защиты населения РК Кенеса Махамбетова «Доброе имя и незапятнанная честь», Кызылординские вести, 18.05.2017:

Прошло сорок дней, как нет с нами видного общественного и государственного деятеля Сейдалима Танекеева, много сделавшего для развития Приаралья и всего Казахстана. … Сейдалим Нысанбаевич, отвечавший за кадровую политику и развитие аграрного сектора в регионе, провел большую и скрупулёзную работу. Первостепенное внимание уделялось подбору, расстановке и воспитанию руководящих кадров. Изучались деловые качества людей, им давались конкретные поручения, они проверялись на практических делах. Двери первого и второго секретарей обкома партии были открыты для всех жителей области. Каждый мог запросто прийти к ним и высказать свое пожелание по любому вопросу.
Вот что вспоминает о том периоде народный артист Казахстана, художественный руководитель Государственного академического русского театра драмы имени М. Ю. Лермонтова Рубен Андриасян, работавший тогда директором Кызылординского областного казахского драматического театра: «Обстановка была очень демократичной — помогала молодость руководителей… А с каким вниманием они умели слушать человека! Мне потом довелось ходить по коридорам власти в других областях — там обстановка весьма разнилась с тем, что было у нас в те годы в Кызылорде».
Во многом это — результат организаторской работы Сейдалима Нысанбаевича.
- Директор международного шахматного клуба «Дебют», Международный мастер, Заслуженный тренер РК О. И. Дзюбан в буклете Мемориала Танекеева С. Н. писал:

Он часто вспоминал, как в 1948 году, находясь в г. Москве, стал свидетелем матч-турнира за звание чемпиона мира по шахматам. Впечатления от игры сильнейших шахматистов и любовь к шахматам остались на всю жизнь.
Сайдалим Нысанбаевич с особым вниманием и теплотой относился к подрастающему поколению, находил возможность отметить успех того или иного шахматиста или шахматистки — и добрым словом, и приятным подарком. В частности, запомнилось одно из его поздравлений в международном шахматном клубе «Дебют», где в числе победительниц закончившегося женского предновогоднего турнира получила приз из рук аксакала и услышала теплые слова напутствия самая юная участница — семилетния Жансая Абдумалик — будущая четырёхкратная чемпионка мира в разных возрастных категориях.
После распада СССР у казахстанских шахматистов и шахматисток появилась возможность выступать за свою страну на Всемирной шахматной Олимпиаде в г. Манила (Филиппины) самостоятельными сборными командами мужчин и женщин. Но денег на поездку в Министерстве спорта не было, и только благодаря поддержке почетного Президента Федерации шахмат Республики Казахстан Олжаса Омаровича Сулейменова и Сайдалима Нысанбаевича Танекеева она состоялась.

## Семья
Супруга: Танекеева Шарбану Курбановна (17.04.1929 — 07.03.2004) — состоял в браке с 1948 до её кончины.
Дети: Айша (1949—2001), Айгуль (1951), Талгат (1953), Аида (1954), Максат (1957)
Внуки: Сауле, Аскар (Айша); Жулдуз (Айгуль); Мадина, Жамиля (Талгат); Ермек, Дания, Айгерим (Максат)